# Copa Davis de 2011 - Zona das Américas
A Zona das Américas é uma das 3 zonas regionais da Copa Davis.

## Participantes
| Grupo I - Brasil - Canadá - Colômbia - Equador - México - Uruguai | Grupo II - Antilhas Neerlandesas - El Salvador - Haiti - Paraguai - Peru - Porto Rico - República Dominicana - Venezuela | Grupo III - Bahamas - Barbados - Bolívia - Costa Rica - Cuba - Guatemala - Honduras - Jamaica | Grupo IV - Aruba - Bermuda - Ilhas Virgens Americanas - Panamá - Trinidad e Tobago |

## Disputas Grupo I
|                                                | 2ª Rodada Play-offs 28 - 30 de outubro         | 2ª Rodada Play-offs 28 - 30 de outubro         | 2ª Rodada Play-offs 28 - 30 de outubro         |                                                |  | 1ª Rodada Play-offs 16 - 18 de setembro | 1ª Rodada Play-offs 16 - 18 de setembro | 1ª Rodada Play-offs 16 - 18 de setembro |                    |         | 1ª Rodada 4–6 de março | 1ª Rodada 4–6 de março | 1ª Rodada 4–6 de março |         |                                                            | 2ª Rodada 8-10 de julho                                    | 2ª Rodada 8-10 de julho                                    | 2ª Rodada 8-10 de julho                                    |                                                            |         |
|                                                |                                                |                                                |                                                |                                                |  |                                         |                                         |                                         |                    |         |                        |                        |                        |         |                                                            |                                                            |                                                            |                                                            |                                                            |         |
|                                                |                                                |                                                |                                                |                                                |  |                                         |                                         |                                         |                    |         |                        |                        |                        |         |                                                            |                                                            |                                                            |                                                            |                                                            |         |
|                                                |                                                |                                                |                                                |                                                |  |                                         |                                         |                                         |                    |         | 1                      | Equador                |                        |         |                                                            |                                                            |                                                            |                                                            |                                                            |         |
|                                                |                                                |                                                |                                                |                                                |  | Guayaquil, Equador                      | Guayaquil, Equador                      | Guayaquil, Equador                      | Guayaquil, Equador |         |                        | bye                    |                        |         |                                                            | Equador                                                    | Equador                                                    | Equador                                                    | Equador                                                    | Equador |
|                                                |                                                |                                                |                                                |                                                |  |                                         | Equador                                 | 3                                       |                    |         |                        |                        |                        |         | 1                                                          | Equador                                                    | 2                                                          |                                                            |                                                            |         |
|                                                |                                                |                                                |                                                |                                                |  |                                         | México                                  | 2                                       |                    | México  | México                 | México                 | México                 |         |                                                            | Canadá                                                     | 3                                                          |                                                            |                                                            |         |
|                                                |                                                |                                                |                                                |                                                |  |                                         |                                         |                                         |                    |         | México                 | 1                      |                        |         |                                                            |                                                            |                                                            |                                                            |                                                            |         |
|                                                |                                                |                                                |                                                |                                                |  |                                         |                                         |                                         |                    |         | Canadá                 | 4                      |                        |         |                                                            |                                                            |                                                            |                                                            |                                                            |         |
|                                                |                                                | México                                         | 0                                              |                                                |  |                                         |                                         |                                         |                    |         |                        |                        |                        |         |                                                            |                                                            |                                                            |                                                            |                                                            |         |
|                                                |                                                | Colômbia                                       | 5                                              |                                                |  |                                         |                                         |                                         |                    | Uruguai | Uruguai                | Uruguai                | Uruguai                | Uruguai |                                                            |                                                            |                                                            |                                                            |                                                            |         |
|                                                |                                                |                                                |                                                |                                                |  |                                         |                                         |                                         |                    |         |                        | Uruguai                | 4                      |         |                                                            |                                                            |                                                            |                                                            |                                                            |         |
|                                                |                                                |                                                |                                                |                                                |  |                                         |                                         |                                         |                    |         |                        | Colômbia               | 1                      |         |                                                            | Uruguai                                                    | Uruguai                                                    | Uruguai                                                    | Uruguai                                                    | Uruguai |
|                                                |                                                |                                                |                                                |                                                |  | Colômbia                                |                                         |                                         |                    |         |                        |                        |                        |         | Uruguai                                                    | 0                                                          |                                                            |                                                            |                                                            |         |
|                                                |                                                |                                                |                                                |                                                |  |                                         | bye                                     |                                         |                    |         |                        |                        |                        |         | 2                                                          | Brasil                                                     | 3                                                          |                                                            |                                                            |         |
|                                                |                                                |                                                |                                                |                                                |  |                                         |                                         |                                         |                    |         | bye                    |                        |                        |         |                                                            |                                                            |                                                            |                                                            |                                                            |         |
|                                                |                                                |                                                |                                                |                                                |  |                                         |                                         |                                         |                    |         | 2                      | Brasil                 |                        |         |                                                            |                                                            |                                                            |                                                            |                                                            |         |
| México está rebaixado para o Grupo II em 2012. | México está rebaixado para o Grupo II em 2012. | México está rebaixado para o Grupo II em 2012. | México está rebaixado para o Grupo II em 2012. | México está rebaixado para o Grupo II em 2012. |  |                                         |                                         |                                         |                    |         |                        |                        |                        |         | Brasil e Canadá avançam para a Repescagem do Grupo Mundial | Brasil e Canadá avançam para a Repescagem do Grupo Mundial | Brasil e Canadá avançam para a Repescagem do Grupo Mundial | Brasil e Canadá avançam para a Repescagem do Grupo Mundial | Brasil e Canadá avançam para a Repescagem do Grupo Mundial |         |

## Disputas Grupo II
|                                                               | Play-offs 8-10 de julho                                       | Play-offs 8-10 de julho                                       | Play-offs 8-10 de julho                                       |                                                               |                          | 1ª Rodada 4–6 de março   | 1ª Rodada 4–6 de março   | 1ª Rodada 4–6 de março   |                      |                      | 2ª Rodada 8-10 de julho | 2ª Rodada 8-10 de julho | 2ª Rodada 8-10 de julho |          |                                   | 3ª Rodada 16-18 de setembro       | 3ª Rodada 16-18 de setembro       | 3ª Rodada 16-18 de setembro       |                                   |          |
|                                                               |                                                               |                                                               |                                                               |                                                               |                          |                          |                          |                          |                      |                      |                         |                         |                         |          |                                   |                                   |                                   |                                   |                                   |          |
|                                                               |                                                               |                                                               |                                                               |                                                               |                          | Lima, Peru               |                          |                          |                      |                      |                         |                         |                         |          |                                   |                                   |                                   |                                   |                                   |          |
|                                                               |                                                               |                                                               |                                                               |                                                               |                          | 1                        | Peru                     | 5                        |                      |                      |                         |                         |                         |          |                                   |                                   |                                   |                                   |                                   |          |
|                                                               | El Salvador                                                   | El Salvador                                                   | El Salvador                                                   | El Salvador                                                   |                          |                          | Antilhas Neerlandesas    | 0                        |                      |                      | Peru                    | Peru                    | Peru                    | Peru     | Peru                              |                                   |                                   |                                   |                                   |          |
|                                                               |                                                               | Antilhas Neerlandesas                                         | 2                                                             |                                                               |                          |                          |                          |                          |                      |                      | Peru                    | 3                       |                         |          |                                   |                                   |                                   |                                   |                                   |          |
|                                                               |                                                               | El Salvador                                                   | 3                                                             |                                                               | Santa Tecla, El Salvador | Santa Tecla, El Salvador | Santa Tecla, El Salvador | Santa Tecla, El Salvador |                      |                      | República Dominicana    | 1                       |                         |          |                                   |                                   |                                   |                                   |                                   |          |
|                                                               |                                                               |                                                               |                                                               |                                                               | 3                        | República Dominicana     | 5                        |                          |                      |                      |                         |                         |                         |          |                                   |                                   |                                   |                                   |                                   |          |
|                                                               |                                                               |                                                               |                                                               |                                                               |                          |                          | El Salvador              | 0                        |                      |                      |                         |                         |                         |          |                                   | Paraguai                          | Paraguai                          | Paraguai                          | Paraguai                          | Paraguai |
|                                                               |                                                               |                                                               |                                                               |                                                               |                          |                          |                          |                          |                      |                      |                         |                         |                         |          |                                   |                                   | Peru                              | 3                                 |                                   |          |
|                                                               |                                                               |                                                               |                                                               |                                                               |                          | Mayagüez, Porto Rico     | Mayagüez, Porto Rico     | Mayagüez, Porto Rico     | Mayagüez, Porto Rico | Mayagüez, Porto Rico |                         |                         |                         |          |                                   |                                   | Paraguai                          | 1                                 |                                   |          |
|                                                               |                                                               |                                                               |                                                               |                                                               |                          |                          | Porto Rico               | 1                        |                      |                      |                         |                         |                         |          |                                   |                                   |                                   |                                   |                                   |          |
|                                                               | Porto Rico                                                    | Porto Rico                                                    | Porto Rico                                                    | Porto Rico                                                    |                          | 4                        | Paraguai                 | 4                        |                      |                      | Paraguai                | Paraguai                | Paraguai                | Paraguai | Paraguai                          |                                   |                                   |                                   |                                   |          |
|                                                               |                                                               | Porto Rico                                                    | 4                                                             |                                                               |                          |                          |                          |                          |                      |                      | Paraguai                | 3                       |                         |          |                                   |                                   |                                   |                                   |                                   |          |
|                                                               |                                                               | Haiti                                                         | 1                                                             |                                                               | Caracas, Venezuela       | Caracas, Venezuela       | Caracas, Venezuela       | Caracas, Venezuela       |                      |                      | Venezuela               | 1                       |                         |          |                                   |                                   |                                   |                                   |                                   |          |
|                                                               |                                                               |                                                               |                                                               |                                                               |                          | Haiti                    | 2                        |                          |                      |                      |                         |                         |                         |          |                                   |                                   |                                   |                                   |                                   |          |
|                                                               |                                                               |                                                               |                                                               |                                                               |                          | 2                        | Venezuela                | 3                        |                      |                      |                         |                         |                         |          |                                   |                                   |                                   |                                   |                                   |          |
| Antilhas Neerlandesas e Haiti disputarão o Grupo III em 2012. | Antilhas Neerlandesas e Haiti disputarão o Grupo III em 2012. | Antilhas Neerlandesas e Haiti disputarão o Grupo III em 2012. | Antilhas Neerlandesas e Haiti disputarão o Grupo III em 2012. | Antilhas Neerlandesas e Haiti disputarão o Grupo III em 2012. |                          |                          |                          |                          |                      |                      |                         |                         |                         |          | Peru disputará o Grupo I em 2012. | Peru disputará o Grupo I em 2012. | Peru disputará o Grupo I em 2012. | Peru disputará o Grupo I em 2012. | Peru disputará o Grupo I em 2012. |          |

## Grupo III
As partidas foram disputadas de 15 a 19 de junho no Club de Tenis Santa Cruz, em Santa Cruz de La Sierra, Bolívia.
- Barbados e  Bolívia disputarão o Grupo II em 2012.
- Jamaica e  Honduras disputarão o Grupo IV em 2012.

## Grupo IV
As partidas foram disputadas de 16 a 18 de junho no Club de Tenis Santa Cruz, em Santa Cruz de La Sierra, Bolívia.
- Trinidad e Tobago e  Panamá disputarão o Grupo III em 2012.